# لاورل پارک (ویرجینا)
لاورل پارک (به انگلیسی: Laurel Park) یک منطقهٔ مسکونی در ایالات متحده آمریکا است که در شهرستان هنری، ویرجینیا واقع شده‌است. لاورل پارک ۳٫۳ کیلومتر مربع مساحت و ۶۷۵ نفر جمعیت دارد و ۲۴۱ متر بالاتر از سطح دریا واقع شده‌است.